# Jonas Nilsson
Jonas Lars Nilsson (* 7. März 1963 in Hedemora) ist ein ehemaliger schwedischer Skirennläufer. Er war in der zweiten Hälfte der 1980er-Jahre einer der besten schwedischen Slalomfahrer, wurde 1985 Weltmeister und gewann zwei Weltcuprennen.

## Biografie
Jonas Nilsson wurde 1981 Junioreneuropameister im Slalom. Er gewann seine ersten Punkte im Weltcup am 2. Dezember 1983 mit Platz sechs im Slalom von Kranjska Gora. Nach zwei weiteren Top-10-Ergebnissen erreichte er bei den Olympischen Winterspielen 1984 in Sarajevo den vierten Platz im Slalom. Auf eine Medaille fehlten ihm nur fünf Hundertstelsekunden. Die ersten Podestplätze im Weltcup erreichte Nilsson in der Saison 1984/85 mit zwei zweiten Plätzen in den Slaloms von Sestriere und La Mongie sowie einem dritten Platz in Kranjska Gora, womit er erstmals unter die besten zehn im Slalomweltcup kam und dort auch die nächsten fünf Jahre blieb. 1985 wurde er auch erstmals Schwedischer Meister im Slalom. Diesen Erfolg konnte er 1989 wiederholen und 1990 wurde er Schwedischer Meister im Riesenslalom. Den größten Erfolg seiner Karriere feierte der damals 21-Jährige bei den Weltmeisterschaften 1985 in Bormio. Nilsson schlug auf der Pista Stelvio den Saisondominator Marc Girardelli, der in diesem Winter sieben der zehn Weltcupslaloms gewann und nach dem ersten Lauf in Führung lag, mit der Bestzeit im zweiten Durchgang um sechs Hundertstelsekunden und wurde Weltmeister im Slalom.
Am 16. Dezember 1985 stand Jonas Nilsson auch im Weltcup erstmals auf der obersten Treppe des Siegerpodestes, als er in Madonna di Campiglio den Slalom der 3-Tre-Rennen gewann. Mit weiteren drei Podestplätzen erreichte er in der Saison 1985/86 den fünften Platz im Slalomweltcup. In den nächsten Jahren konnte er sich regelmäßig unter den besten zehn platzieren und auch einige weitere Podestplätze erzielen. In der Saison 1988/89 erreichte er mit zwei Podestplätzen noch einmal den fünften Rang im Slalomweltcup, während er im Winter 1989/90 mit seinem zweiten Weltcupsieg im Slalom von Kranjska Gora sowie einem dritten Platz in Geilo Sechster der Slalomwertung wurde. Danach fuhr Nilsson nur noch selten unter die besten zehn und fiel im Slalomweltcup deutlich zurück. Ab 1987 erzielte er auch vereinzelt Weltcuppunkte im Riesenslalom, kam in dieser Disziplin aber nie an seine Slalomergebnisse heran.
Ohne Resultat blieb Jonas Nilsson bei den Weltmeisterschaften 1987 in Crans-Montana. Im Slalom schied der Titelverteidiger im zweiten Durchgang aus und im Riesenslalom scheiterte er bereits in Lauf eins. Bei den Weltmeisterschaften 1989 in Vail/Beaver Creek fuhr Nilsson die schnellste Zeit im zweiten Slalomdurchgang, hatte aber im ersten Durchgang als Fünfter bereits 1,5 Sekunden Rückstand, sodass trotz der Bestzeit keine Rangverbesserung mehr möglich war. Im Riesenslalom wurde er 17. und in der Kombination 23., dabei hatte er im Kombinationsslalom die zweitbeste Zeit erzielt, in der Kombinationsabfahrt aber nur Rang 32. Bei den Olympischen Winterspielen 1988 in Calgary erreichte der Schwede Platz sechs im Slalom und Rang 21 im Riesenslalom. Bei den Weltmeisterschaften 1991 in Saalbach-Hinterglemm belegte Nilsson den 18. Platz im Riesenslalom, während er im Slalom nach Rang vier im ersten Lauf im zweiten Durchgang ausfiel. Bei seinem letzten Großereignis, den Olympischen Winterspielen 1992 in Albertville erreichte er den achten Platz im Slalom – elf Monate nachdem er zum letzten Mal im Weltcup unter die besten zehn gefahren war. Nach der Saison 1991/92 beendete Jonas Nilsson seine Karriere.

## Erfolge

### Olympische Winterspiele
- Sarajevo 1984: 4. Slalom
- Calgary 1988: 6. Slalom, 21. Riesenslalom
- Albertville 1992: 8. Slalom

### Weltmeisterschaften
- Bormio 1985: 1. Slalom
- Vail/Beaver Creek 1989: 5. Slalom, 17. Riesenslalom, 23. Kombination
- Saalbach-Hinterglemm 1991: 18. Riesenslalom

### Weltcup
- 5. Platz im Slalomweltcup in den Saisonen 1985/86 und 1988/89
- 14 Podestplätze im Slalom, davon 2 Siege:

| Datum             | Ort                  | Land        | Disziplin |
| ----------------- | -------------------- | ----------- | --------- |
| 16. Dezember 1985 | Madonna di Campiglio | Italien     | Slalom    |
| 6. Januar 1990    | Kranjska Gora        | Jugoslawien | Slalom    |

### Weitere Erfolge
- Dreifacher schwedischer Meister (Slalom 1985 und 1989, Riesenslalom 1990)
- Junioreneuropameister im Slalom 1981